# 比耶
比耶（法語：Billé，法語發音：[bije]）是法国伊勒-维莱讷省的一个市镇，属于富热尔-维特雷区。

## 地理
比耶（48°17'16"N, 1°14'47"W）面积16.96 平方千米，位于法国布列塔尼大區伊勒-维莱讷省，该省份为法国西北部沿海省份，位于布列塔尼半岛东部，北濒大西洋，西接阿摩尔滨海省和莫尔比昂省，南至大西洋卢瓦尔省，西南端接曼恩-卢瓦尔省，东临马耶讷省，东北与芒什省接壤。
与比耶接壤的市镇（或旧市镇、城区）包括：拉沙佩勒圣欧贝尔、孔布尔蒂耶、雅沃内、蒙特勒伊德朗德、帕尔塞、罗马涅、里沃迪库埃农。
比耶的时区为UTC+01:00、UTC+02:00（夏令时）。

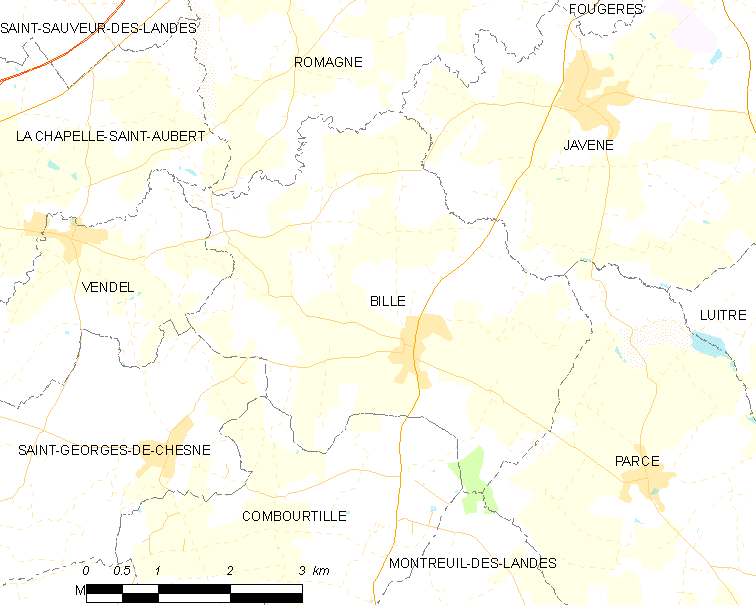
比耶的OSM定位图

## 行政
比耶的邮政编码为35133，INSEE市镇编码为35025。

## 政治
比耶所属的省级选区为富热尔第一县。

## 人口

1962-2008年间比耶人口变化图示

比耶于2022年1月1日时的人口数量为1038人。